# Voglio stare con te (Fabrizio Moro)
Voglio stare con te è un singolo del cantante italiano Fabrizio Moro, pubblicato il 16 febbraio 2021 come terzo estratto dalla raccolta Canzoni d'amore nascoste.

## Descrizione
Il brano è stato scritto e composto da Fabrizio Moro insieme ad Andrea Febo, con il quale Moro aveva precedentemente collaborato nella scrittura di Non mi avete fatto niente.

## Video musicale
Il video, diretto da Fabrizio Cestari, è stato reso disponibile in concomitanza con il lancio del singolo sul canale YouTube del cantante e vede la partecipazione della ballerina albanese Klaudia Pepa.

## Traccia
Testi e musiche di Fabrizio Mobrici e Andrea Febo.
1. Voglio stare con te – 3:17